# Ерік Хайль
Ерік Гайль (нім. Erik Heil, нар. 10 серпня 1989, Берлін, Німеччина) — німецький яхтсмен, бронзовий призер Олімпійських ігор 2016 та 2020 року.

## Виступи на Олімпіадах
| Олімпіада           | Дисципліна | Місце |
| ------------------- | ---------- | ----- |
| Ріо-де-Жанейро 2016 | 49er       | 3     |
| Токіо 2020          | 49er       | 3     |